# Hypsiscopus matannensis
Espèce
Synonymes
- Hypsirhina matannensis Boulenger, 1897
- Enhydris matannensis (Boulenger, 1897)

Statut de conservation UICN

 DD  : Données insuffisantes
Hypsiscopus matannensis est une espèce de serpents de la famille des Homalopsidae.

## Répartition
Cette espèce est endémique de Sulawesi en Indonésie. Elle se rencontre dans le bassin du lac Matano.

## Description
Dans sa description Boulenger indique que le spécimen en sa possession, un mâle, mesure 240 mm dont 65 mm pour la queue. Son dos est brun olivâtre foncé avec une ligne longitudinale sombre assez peu visible. Sa face ventrale est jaunâtre avec des taches brun olivâtre teintant pratiquement entièrement le centre du ventre.

## Étymologie
Son nom d'espèce, composé de matann[a] et du suffixe latin -ensis, « qui vit dans, qui habite », lui a été donné en référence au lieu de sa découverte, le lac Matano, à l'époque orthographié lac Matanna.

## Publication originale
- Boulenger, 1897 : A catalogue of the reptiles and batrachians of Celebes with special reference to the collections made by Drs P & F Sarasin in 1893-1896. Proceedings of the Zoological Society of London, p. 1897, p. 193-237 (texte intégral).